# 니시무라 토모미치
니시무라 토모미치 西村知道（にしむら ともみち 1946년 6월 2일)는 일본의 남자의 성우 나레이션 아트비젼 소속 지바현 출신이다.

## 경력·인물
일본대학 예술학부 영화학과 졸업. 매우 풍부한 캐리어를 가져, 온후한 역으로부터 호쾌한 역 악역의 보스나 권력자역 진지함인 역으로부터 코믹컬한 역까지 연기한다. 1971년도 애니메이션「루팡 3세」의 그림 연극에 붙어 있던 소노시트로 1971년 루팡 3세의 소리를 담당했던 적이 있다.
특기는 난투 장면. Macintosh의 유저이기도 했다. 현재 PC관계는 모두 멈추어 버렸다.
1975년 방영의 텔레비전 애니메이션 「용자 라이딘」의 부하역으로 성우 데뷔했다

## 출연 작품

### TV 애니메이션
1977년
- 초합체마술로보 깅가이저(아라나미 토라지로)

1979년
- 미래로봇 달타니어스(하타 타노스케)

1981년
- 골드 라이탄(미스터 메카X)
- 최강로보 다이오쟈(카쿠스 남작)

1982년
- 전투메카 자붕글(게라바 게라바)
- 은하열풍 박싱가(카르모 다크스)

1983년
- 기갑창세기 모스피다(짐 오스틴)

1984년
- 중전기 엘가임(기와자 로와우)

1985년
- 기동전사 Z 건담(자미토프 하이맨)

1987년
- 아니메 삼총사(쥬샤크)

1988년
- 마신영웅전 와타루(츠루기베 시바라쿠)

1989년
- 패트레이버(마츠이 형사)
- 아이돌전설 에리코(우치다 신야)

1990년
- 마신영웅전 와타루 2(츠루기베 시바라쿠)
- 아이돌천사 요우코소 요우코(시부야 쵸우고로)
- 용자 엑스카이저(호시카와 준이치)

1991년
- 사이버 포뮬러(피탈리아 로페)
- 삼국지(장료)
- 절대무적 라이징오(타케다 장관)

1992년
- 유유백서(죠르쥬 사오토메)
- 로봇전사 감마(타케다 장관)
- 내일로 프리킥(모리타 켄)
- 꽃의 천사 메리벨(버트)

1993년
- 무적캡틴 사우루스(타케다 장관)
- 무책임함장 테일러(후지 참모총장)
- 슬램덩크(안자이 미츠요시)

1995년
- 스트리트 파이터 II V(바이슨)

1996년
- 게게게의 키타로 4기(누라리횬)

1997년
- 초마신영웅전 와타루(츠루기베 시바라쿠)

1998년
- 이니셜D 퍼스트 스테이지(타치바나 유이치)

1999년
- 이니셜D 세컨드 스테이지(타치바나 유이치)
- 강철천사 쿠루미(월스키 박사)

2000년
- 학교괴담(황천귀)
- 어둠의 후예(코노에 과장)
- 마이애미 건즈(집사 할아버지)
- 기어전사 덴도우(시부야 장관)

2001년
- 히카루의 바둑(츠바키 토시로)
- 레이브(검성 시바)

2002년
- 풀 메탈 패닉!(리처드 마듀커스)
- 십이국기(엔호)

2003년
- 크르노 크루세이드(에드워드 해밀턴)
- 어벤져(세리나)
- 나루에의 세계(테일 멧사)

2004년
- 두 사람은 프리큐어(벨제이 거트루드)
- 이니셜D 포스 스테이지(타치바나 유이치)

2005년
- 부탁해요 마이 멜로디(마이 멜로디의 할아버지)
- 풀 메탈 패닉 더 세컨드 라이드(리처드 마듀커스)
- 엠마 : 영국 사랑 이야기(알)

2006년
- 빙쵸탄(스다)
- 워킹맨(우메미야 타츠히코)
- 내각권력범죄 강제단속관 자이젠 죠타로(마츠자카 세이지로)

### OVA
1991년
- 기동전사 건담 0083: 스타더스트 메모리(자미토프 하이만)
- 스케반 형사(미츠지 고조)

1992년
- 사이버 포뮬러 더블원(피탈리아 로페)
- 도쿄 바빌론(미무라 사장)

1994년
- 와일드 7(오오이와)

1996년
- 사이버 포뮬러 ER(피탈리아 로페스)
- 바이스톤웰 이야기 가제이의 날개(피로클레스)

2000년
- 스트리트 파이터 ZERO The Animation(고우키)
- 이니셜D 엑스트라 스테이지(유이치)

2006년
- BALDR FORCE EXE RESOLUTION(곤도 겐)

2007년
- 모야시몬(이츠키 케이조)
- 기신대전 기간틱 포뮬러(우토우 유키히로)

2008년
- 노라미미(토마고메)
- 마크로스 F(하워드 글라스)

2009년
- 마리와 갈리(아르키메데스)
- 성검의 블랙스미스(란슬롯 더글라스)
- 프레시 프리큐어(총통 뫼비우스)

2010년
- 디지몬 크로스워즈(아케로몬)
- 마리와 갈리 ver.2.0(아르키메데스)

2011년
- 프랙탈(할아버지)

### 극장판
1989년
- 패트레이버 첫번째 극장판(마츠이 형사)

2006년
- 철콘 근크리트(후지무라)
- 기동전사 Z 건담 극장판3 - 별의 고동은 사랑(쟈미토프 하이만)

2010년
- 루 가루(사무국장)

### 인터넷
2006년
- 막말기관설 이로하니호헤토(H. S. 파크스)